# Jávai bíbic
A jávai bíbic (Vanellus macropterus) a madarak osztályának lilealakúak (Charadriiformes) rendjébe, ezen belül a lilefélék (Charadriidae) családjába tartozó faj.

## Rendszerezése
A fajt Johann Georg Wagler német ornitológus írta le 1827-ben, a Charadrius nembe  Charadrius macropterus néven.  Sorolják a Hoplopterus nembe Hoplopterus macropterus néven is.

## Előfordulása
Indonéziához tartozó Jáva szigetén honos. Természetes élőhelyei a szubtrópusi vagy trópusi szezonálisan elárasztott gyepek, édesvízi tavak és sűrűn benőtt mocsarak, valamint legelők. Állandó nem vonuló faj.

## Megjelenése
Testhossza 29 centiméter.

## Életmódja
Vízben élő rovarlárvákkal, vízbogarakkal, bogarakkal, csigákkal és a vízinövények magjaival táplálkozik, valamint kisebb halakat is fogyaszt.

## Természetvédelmi helyzete
Az elterjedési területe rendkívül kicsi, feltételezett egyedszáma 50 példány alatti, 1939 óta nem észlelték, de még előfordulhatnak olyan helyek, amiket nem vizsgáltak. A Természetvédelmi Világszövetség Vörös listáján súlyosan veszélyeztetett fajként szerepel.